# Liuzhou
Liuzhou (kinesisk skrift: 柳州; pinyin: Liǔzhōu) er en kinesisk by på præfekturniveau i den autonome region Guangxi i Kina ved floden Liǔ Jiāng. Den har et areal på 18.667,44 km2 og en befolkning på 3.624.955 mennesker (2007).
Liuzhou ligger centralt i Guangxi og er dermed et knudepunkt for trafik og økonomi. Erhverv er jernværker og anden metalindustri, maskinbygning og bilindustri. I landbrugsområdene dominerer sukkerrør.

## Administrative enheder
Bypræfekturet Liuzhou har jurisdiktion over 4 distrikter (区 qū), 4 amter (县 xiàn) og 2 autonome amter (自治县 zìzhìxiàn).
| Kort              | Kort                   | Kort            | Kort                      | Kort                   | Kort        | Kort      | Kort | Kort |
| ----------------- | ---------------------- | --------------- | ------------------------- | ---------------------- | ----------- | --------- | ---- | ---- |
| Kort over Liuzhou |                        |                 |                           |                        |             |           |      |      |
| #                 | Navn                   | Hanzi           | Pinyin                    | Befolkning (2004 est.) | Areal (km²) | Indb./km² |      |      |
| Distrikter        |                        |                 |                           |                        |             |           |      |      |
| 1                 | Chengzhong             | 城中区          | Chéngzhōng Qū             | 120.000                | 125         | 960       |      |      |
| 2                 | Yufeng                 | 鱼峰区          | Yúfēng Qū                 | 220.000                | 98          | 2.245     |      |      |
| 3                 | Liunan                 | 柳南区          | Liǔnán Qū                 | 300.000                | 162         | 1.852     |      |      |
| 4                 | Liubei                 | 柳北区          | Liǔběi Qū                 | 330.000                | 282         | 1.170     |      |      |
| Amter             |                        |                 |                           |                        |             |           |      |      |
| 5                 | Liujiang               | 柳江县          | Liǔjiāng Xiàn             | 540.000                | 2.504       | 216       |      |      |
| 6                 | Liucheng               | 柳城县          | Liǔchéng Xiàn             | 410.000                | 2.124       | 193       |      |      |
| 7                 | Luzhai                 | 鹿寨县          | Lùzhài Xiàn               | 480.000                | 3.358       | 143       |      |      |
| 8                 | Rong'an                | 融安县          | Róng'ān Xiàn              | 320.000                | 2.904       | 110       |      |      |
| Autonome amter    |                        |                 |                           |                        |             |           |      |      |
| 9                 | Sanjiang (For dongene) | 三江侗族 自治县 | Sānjiāng Dòngzú Zìzhìxiàn | 350.000                | 2.455       | 143       |      |      |
| 10                | Rongshui (For miaoene) | 融水苗族 自治县 | Róngshuǐ Miáozú Zìzhìxiàn | 470.000                | 4.665       | 101       |      |      |

## Trafik
Kinas rigsvej 209 løber gennem området. Den begynder i Hohhot i Indre Mongoliet, krydser gennem provinserne Shanxi, Henan, Hubei, Hunan og ender i havnebyen Beihai i Guangxi.
Kinas rigsvej 322 passerer gennem området. Den fører fra Hengyang i provinsen Hunan, via Guilin og Nanning i Guangxi og frem til grænsen til Vietnam ved Venskabsporten.
Kinas rigsvej 323 løber gennem området. Den begynder i Ruijin i provinsen Jiangxi og fører gennem Guangdong og Gangxi og ender i Lincang i Yunnan, på grænsen til Burma.
24°19′N 109°23′Ø / 24.317°N 109.383°Ø